# Azeri
Gli azeri o, anche se più desueto, azerbaigiani (in azero e in alfabeto azero latino moderno, post 1991: Azərbaycanlılar o Azərbaycan türkləri; in alfabeto azero cirillico: Азәриләр (Azəriler); in persiano: آذری, ترک آذربایجانی, Āzarīs) sono un gruppo etnico turco stanziato principalmente nelle regioni a nord-ovest dell'Iran e nella Repubblica dell'Azerbaigian, in una vasta area compresa tra il Caucaso e gli altopiani iraniani. Gli azeri sono prevalentemente musulmani e hanno una formazione culturale influenzata da elementi delle culture turca e caucasica.
Nonostante vivano a cavallo del confine tra Azerbaigian ed Iran, gli azeri costituiscono un unico gruppo etnico, sebbene vi siano differenze linguistiche e culturali tra gli azeri del nord e quelli del sud, dovute a due secoli di evoluzione sociale separata e distinta per le influenze russe e iraniane. La lingua azera parlata nella Repubblica dell'Azerbaigian (non quella parlata nelle due regioni azere dell'Iran) è mutuamente intelligibile con la lingua turkmena e la lingua turca (inclusi i dialetti parlati dai turcomanni iracheni e dai qashqai).
Tutti questi linguaggi ebbero origine dai turchi Oghuz, che migrarono nel Caucaso dall'Asia centrale nell'undicesimo secolo. A seguito delle guerre russo-persiane del XVIII e XIX secolo (guerra russo-persiana (1722-1723), guerra russo-persiana (1796), guerra russo-persiana (1804-1813), guerra russo-persiana (1826-1828)), i territori della Persia nel Caucaso (alcuni di essi solo sotto controllo nominale) furono ceduti all'Impero russo. Questi comprendevano parti dell'attuale Repubblica dell'Azerbaigian. Gli accordi del trattato di Gulistan nel 1813 ed in seguito del trattato di Turkmanchai nel 1828, definirono i confini tra Russia e Persia (Iran).
Ogni 5 anni si tiene il Congresso degli azeri del mondo, con l'intento di rafforzare i legami con gli azeri che vivono all'estero, per assicurare l'unità e la solidarietà tra gli azeri del mondo, ma anche per rafforzare e coordinare le attività delle comunità, delle società e delle associazioni azere.

## Storia
L'Azerbaigian prende probabilmente il suo nome da Atropates, un satrapo medo che governò nell'antica regione di Atropatene (il moderno Azerbaigian). Atropates deriva a sua volta dalla parola in persiano antico che significa "protetto dal fuoco."
L'Azerbaigian è stata una terra che storicamente ha ospitato numerose popolazioni ed ha subito diverse invasioni, dalle popolazioni caucasiche, dai Medi, dagli Sciti, dall'Impero persiano, dagli Armeni, dai Greci, dall'Impero romano, dai Khazari, dai Califfati arabi, dai turchi Oghuz e dall'Impero russo.

### Antichità
Si suppone che il primo regno sorto nella regione sia stato quello della Albània caucasica. I primi popoli invasori furono gli Sciti intorno al IX secolo a.C.
Alle invasioni dei Medi seguirono quelle degli Sciti, con i Medi che mantennero il controllo dell'area a sud del fiume Aras. I Medi formarono un vasto impero tra il IX ed il VII secolo a.C. che venne però disintegrato dagli Achemenidi intorno al 550 a.C. In questo periodo lo Zoroastrismo si diffuse in Azerbaigian. Gli Achemenidi, a loro volta, furono sconfitti da Alessandro Magno nel 330 a.C., che tuttavia permise al satrapo medo Atropate di restare al potere.
Dopo il declino della dinastia seleucide in Persia intorno al 250 a.C., il Regno d'Armenia controllò alcune parti dell'Azerbaigian tra il 190 a.C. ed il 428 d.C. Nel I secolo d.C. gli Albani del Caucaso crearono un regno che fu sostanzialmente indipendente fino a quando i Sasanidi ne fecero uno stato vassallo nel 252 d.C. Nel IV secolo d.C. il re Urnayr fece del Cristianesimo la religione di Stato, e l'Albània rimase uno stato cristiano fino all'VIII secolo. Il dominio sasanide ebbe termine con la sconfitta da parte dei califfi Abbasidi nel 642.

### Epoca medievale
Gli Arabi sconfissero i Sasanidi e i Bizantini nel corso della loro espansione nel Caucaso. Dopo che la resistenza guidata dal principe Javanshir, ebbe termine nel 667, la regione divenne uno Stato vassallo degli Arabi. Tra il IX ed il X secolo gli autori arabi cominciarono a indicare con il nome di Arran la regione compresa tra i fiumi Kura e Aras. In questo periodo, Arabi provenienti da Bassora e Kufa giunsero in Azerbaigian e presero possesso di terre che i locali avevano abbandonato; gli Arabi formarono così una élite di proprietari terrieri. La conversione all'Islam fu lenta, poiché la resistenza alla nuova religione persistette per secoli, e crebbe il rancore verso gli Arabi che avevano cominciato a emigrare verso città come Tabriz e Maraghah. L'afflusso degli Arabi accese una grande rivolta nell'Azerbaigian iraniano nell'816–837, guidata da Babak Khorramdin. Ma, anche se rimasero a lungo alcune sacche di resistenza, alla fine la maggioranza della popolazione si convertì all'islam. In seguito, nei secoli X e XI, le dinastie curde dei Shaddadidi e dei Rawadidi dominarono alcune parti dell'Azerbaigian.
Intorno alla metà dell'XI secolo, i turchi Selgiuchidi rovesciarono il dominio arabo e crearono un impero che si estendeva su gran parte dell'Asia sudoccidentale. Il periodo selgiuchide vide l'afflusso di nomadi Oghuz, e, di conseguenza, l'inizio dell'assimilazione culturale dell'Azerbaigian e la diffusione della lingua Oghuz occidentale, che sostituì le lingue caucasiche e iraniche parlate in precedenza.
Tuttavia le influenze culturali iraniche continuarono ad essere rilevanti, come testimoniano le opere letterarie dell'epoca, ad esempio quella del poeta persiano Nezami. L'emergente identità turca fu narrata da poemi epici (dastan), il più antico dei quali fu il Libro di Dede Korkut, che contiene racconti allegorici sui primi abitanti turchi del Caucaso e dell'Asia Minore. Il dominio turco fu interrotto dai Mongoli nel 1227, ed i Mongoli e Tamerlano controllarono la regione fino al 1405. Il dominio turco fu ristabilito dalle due tribù turcomanne sunnite dei Kara Koyunlu ("Turcomanni della Pecora Nera") e Ak Koyunlu ("Turcomanni della Pecora Bianca"), e durò fino al 1501, quando fu sostituito da quello dei Safavidi sciiti.

### Epoca moderna

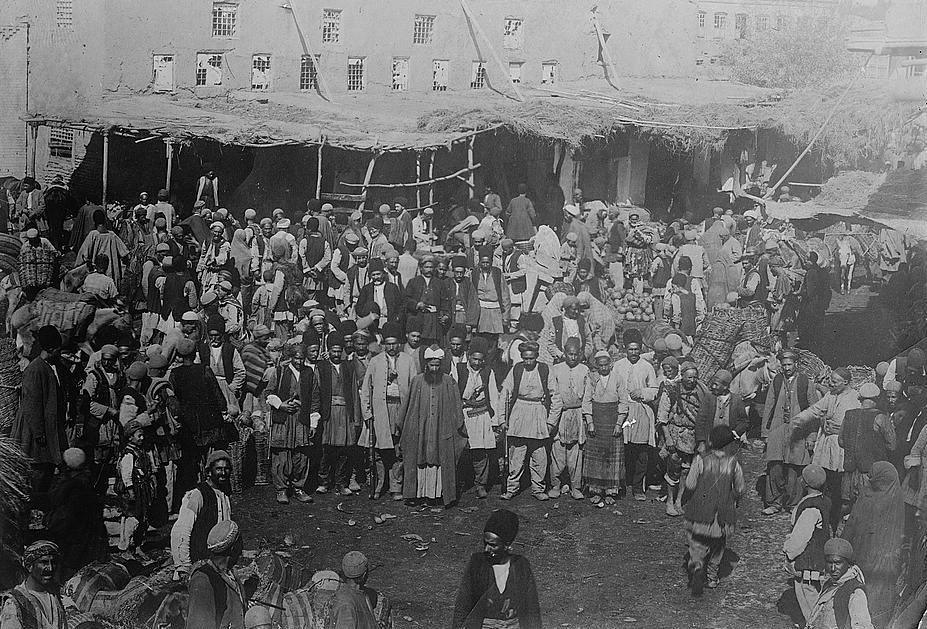
Il mercato della frutta a Urmia, Persia, all'inizio del XX secolo

I Safavidi, originari dell'Azerbaigian iraniano, fondarono il moderno stato iraniano multietnico, che durò fino al 1722. Essi conseguirono importanti risultati nel consolidamento dello stato, in architettura e nelle scienze, ma il loro impero alla fine si sgretolò per il declino interno e per le pressioni esterne esercitate dalla Russia e dalla dinastia afghana degli Hotaki. I Safavidi sostennero e diffusero l'islam sciita, che è una parte importante dell'identità nazionale degli azeri iraniani, e anche di molti azeri della Repubblica dell'Azerbaigian. Favorirono le arti e la cultura, e sotto lo scià Abbas I il Grande si sviluppò un'atmosfera intellettuale che secondo alcuni studiosi può essere considerata un'"Età d'oro della Persia". ʿAbbās I riformò il governo e l'esercito e si preoccupò anche dei bisogni della gente comune.
Dopo un breve periodo di governo ottomano, la regione fu conquistata da Nadir Shah, un capo tribale originario del Khorasan che riuscì a farsi proclamare scià e ridimensionò l'influenza sciita. Dopo il breve regno di Karim Khan, la dinastia Qajar prese il sopravvento, e regnò sull'Azerbaigian e sull'Iran a partire dal 1779. All'inizio del XVIII secolo la Russia divenne una minaccia per i territori persiani del Caucaso, e tra i due paesi furono combattute diverse guerre, che si conclusero con i trattati di Gulistan del 1813 e di Turkmenchay del 1828, con i quali i domini caucasici dell'Iran furono ceduti all'Impero russo.

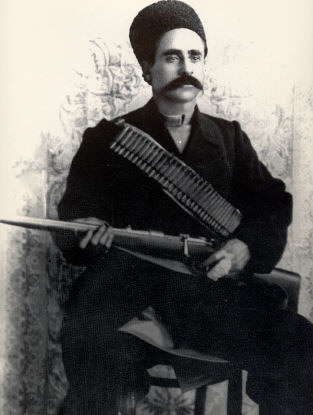
Sattar Khan (1868-1914) fu un importante esponente rivoluzionario alla fine del periodo Qajar in Iran.

L'Azerbaigian iraniano ebbe un ruolo di rilievo nella rivoluzione costituzionale iraniana (1906-1911), che mirava ad instaurare una forma di governo democratica. Sattar Khan e Bagher Khan, i due più importanti esponenti rivoluzionari, erano entrambi azeri. La rivoluzione fece vacillare la dinastia Qajar, che aveva lasciato campo libero agli interessi britannici nei settori del petrolio e del tabacco e aveva dovuto cedere territori alla Russia. In conseguenza della rivoluzione fu istituito un parlamento (Majlis), ed in alcune regioni si sviluppò una rivolta di contadini contro gli esattori delle tasse ed i proprietari terrieri, che erano il solo sostegno interno della monarchia. Comparvero alcuni giornali che sostenevano la democrazia, e gli intellettuali iraniani cominciarono ad assaporare i venti modernizzatori che soffiavano da Parigi e da Pietrogrado. Lo scià Qajar ed i suoi consiglieri britannici schiacciarono la rivoluzione, ma la fine della dinastia era prossima. L'ultimo scià Qajar fu deposto da un colpo di Stato militare capeggiato da Reza Khan (in seguito noto come Reza Pahlavi), un ufficiale di un vecchio reggimento cosacco, che era stato creato dalla Russia zarista ed era guidato da ufficiali russi, per proteggere i Qajar e gli interessi russi. Nel tentativo di imporre l'omogeneità nazionale in un paese in cui metà della popolazione consisteva di minoranze etniche, Reza Pahlavi impose una serie di divieti sull'uso della lingua azera nelle scuole, nelle rappresentazioni teatrali, nelle cerimonie religiose, ed infine nella pubblicazione di libri.
Con la deposizione dal trono di Reza Pahlavi nel settembre 1941, l'Unione Sovietica occupò militarmente Tabriz e la Persia nordoccidentale. A Tabriz, per ordine di Stalin, fu proclamato il "Governo Popolare dell'Azerbaigian", uno stato dipendente dall'Unione Sovietica, guidato da Sayyid Jafar Pishevari. Ma le pressioni dei paesi occidentali spinsero al ritiro delle truppe sovietiche, e l'Iran riottenne il controllo dell'Azerbaigian iraniano alla fine del 1946.
Mentre gli azeri che vivevano in territorio iraniano si integrarono in larga misura nella società iraniana moderna, quelli delle regioni settentrionali subirono la transizione dall'Impero Russo a una breve indipendenza nel 1918-1920, all'incorporazione nell'Unione Sovietica, nonostante gli sforzi che il presidente statunitense Woodrow Wilson profuse a favore della loro indipendenza al Trattato di Versailles. La Repubblica dell'Azerbaigian conseguì l'indipendenza con il crollo dell'Unione Sovietica nel 1991, ma fu coinvolta in una guerra con l'Armenia per l'enclave del Nagorno-Karabakh.

## Origini

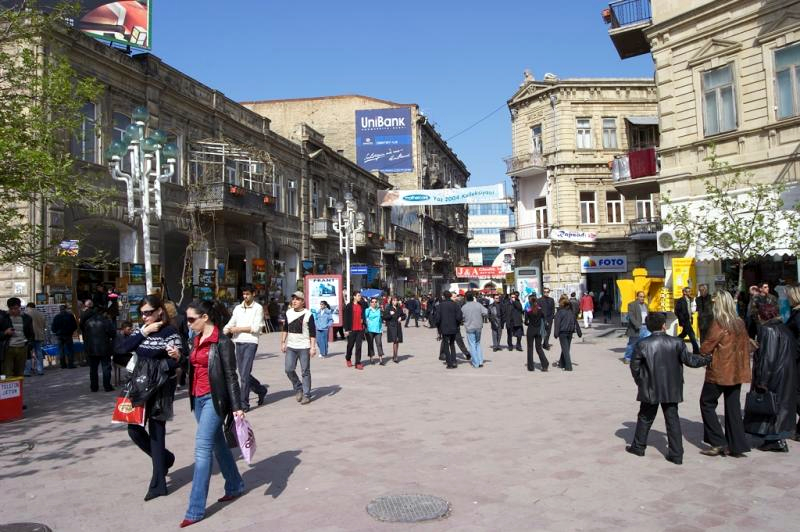
Azeri nel centro di Baku, capitale dell'Azerbaigian.

Molte fonti comprendono gli azeri tra le popolazioni turche, poiché la loro lingua appartiene al gruppo delle lingue turche. Ma gli azeri sono oggi considerati i discendenti delle popolazioni caucasiche e iraniche che vivevano rispettivamente nel Caucaso e nell'Iran settentrionale, che in seguito furono turchizzate. Diversi storici, tra cui Vladimir Minorsky, spiegano come queste popolazioni acquisirono la lingua turca:
"All'inizio del V/XI secolo le orde Ghuzz, prima in piccoli gruppi, e poi in numero considerevole, sotto i Selgiuchidi occuparono l'Azerbaigian. Di conseguenza, la popolazione iranica dell'Azerbaigian e delle aree adiacenti della Transcaucasia divenne turcofona, mentre i tratti caratteristici del turco adharbāyjānī, come le intonazioni persiane e l'assenza dell'armonia vocalica, riflettono l'origine non turca della popolazione turchizzata."
Dunque, secoli di immigrazione turca e di turchizzazione della regione contribuirono alla formazione del moderno gruppo etnico azero.

### Turchizzazione
Anche se "la penetrazione turca probabilmente ebbe inizio all'epoca degli Unni e nel periodo successivo", vi sono ben pochi segni che indichino "insediamenti permanenti". La prima importante invasione di popolazioni turche avvenne con Mahmud di Ghazna, e ve ne furono in numero sempre maggiore nel periodo dei Selgiuchidi. La migrazione di turchi Oghuz dall'attuale Turkmenistan, che è attestata dalla somiglianza linguistica, continuò ad essere intensa nel periodo mongolo, poiché buona parte delle truppe degli Ilkhan erano di etnia turca. Nel periodo safavide la turchizzazione dell'Azerbaigian continuò con l'influenza dei Kizilbash. Il nome stesso "Azerbaigian" deriva dal nome pre-turco della regione, "Azarbayjan" o "Adarbayjan", ed è un esempio del graduale mutamento linguistico che ebbe luogo quando i toponimi locali sopravvissero alla turchizzazione, anche se in forma alterata.
La maggior parte degli studiosi considerano questa migrazione come la fonte più probabile della componente turca della cultura degli azeri. Essa tuttavia consistette con ogni probabilità nella turchizzazione linguistica di popolazioni indigene in prevalenza non turcofone, accompagnata dall'assimilazione di tribù turche di modesta consistenza.

### Origine iraniana
Le origini iraniane degli azeri si possono far risalire ad antiche tribù iraniche, come i Medi dell'Azerbaigian iraniano, ed agli invasori Sciti che giunsero nella regione nell'VIII secolo a.C.. Si ritiene che i Medi si fusero con una popolazione indigena, i Mannei del Caucaso, un gruppo caucasico nordorientale imparentato con gli urartiani. La presenza iraniana nella regione è attestata da antichi resoconti scritti, come quello dello storico arabo Abū al-Ḥasan ʿAlī ibn al-Ḥusayn al-Masʿūdī (896-956):
"I Persiani sono un popolo che ha per confini i monti Mahat e l'Azerbaigian fino all'Armenia ed Aran, e Bayleqan e Darband, e Ray e Tabaristan e Masqat e Shabaran e Jorjan e Abarshahr, ed a ciò che è Nishabur, ed Herat e Marv ed altri luoghi nella terra del Khorasan, e Sejistan e Kerman e Fars e Ahvaz... Tutte queste terre furono una volta un solo regno con un solo sovrano e una sola lingua... anche se le lingue differivano lievemente. La lingua, tuttavia, è unica, nel senso che le sue lettere sono scritte nel medesimo modo e usate nel medesimo modo nella composizione. Vi sono, dunque, lingue diverse come il Pahlavi, il Dari, l'Azari, insieme ad altre lingue persiane."
Gli studiosi considerano le somiglianze culturali tra i persiani e gli azeri contemporanei come prova di un'antica influenza iraniana. Le prove archeologiche mostrano che lo zoroastrismo, una religione iraniana, ebbe una diffusione considerevole in tutto il Caucaso prima del cristianesimo e dell'islam, e che l'influenza di diversi imperi persiani contribuì al carattere iraniano della regione. Si è anche ipotizzato che la popolazione dell'Azerbaigian iraniano fosse in prevalenza di lingua persiana prima dell'arrivo degli Oghuz. A sostegno di questa ipotesi vi è il fatto che molte figure della letteratura persiana, come Qatran Tabrizi, Shams Tabrizi, Nezami, e Khaghani, scrissero in lingua persiana prima e durante la migrazione degli Oghuz; e anche autori come Strabone, Al-Istakhri, e Al-Mas'udi, e storici medievali come Al-Muqaddasi, indicano la lingua di questa regione come persiana. Altri comuni tratti perso-azeri sono toponimi iraniani come Tabriz e lo stesso nome Azerbaigian.
Diverse fonti, come l'Encyclopaedia Iranica, spiegano che "le popolazioni di lingua turca dell'Azerbaigian (q.v.) discendono in prevalenza da popolazioni di lingua iranica, alcune sacche delle quali esistono tuttora nella regione". L'attuale presenza delle popolazioni iraniche dei Talisci e dei Tati nell'Azerbaigian è una prova ulteriore del passato carattere iranico della regione. In quanto precursori di questi gruppi moderni, si ritiene che anche gli antichi Azari siano tra gli antenati dei moderni azeri.

### Origine caucasica

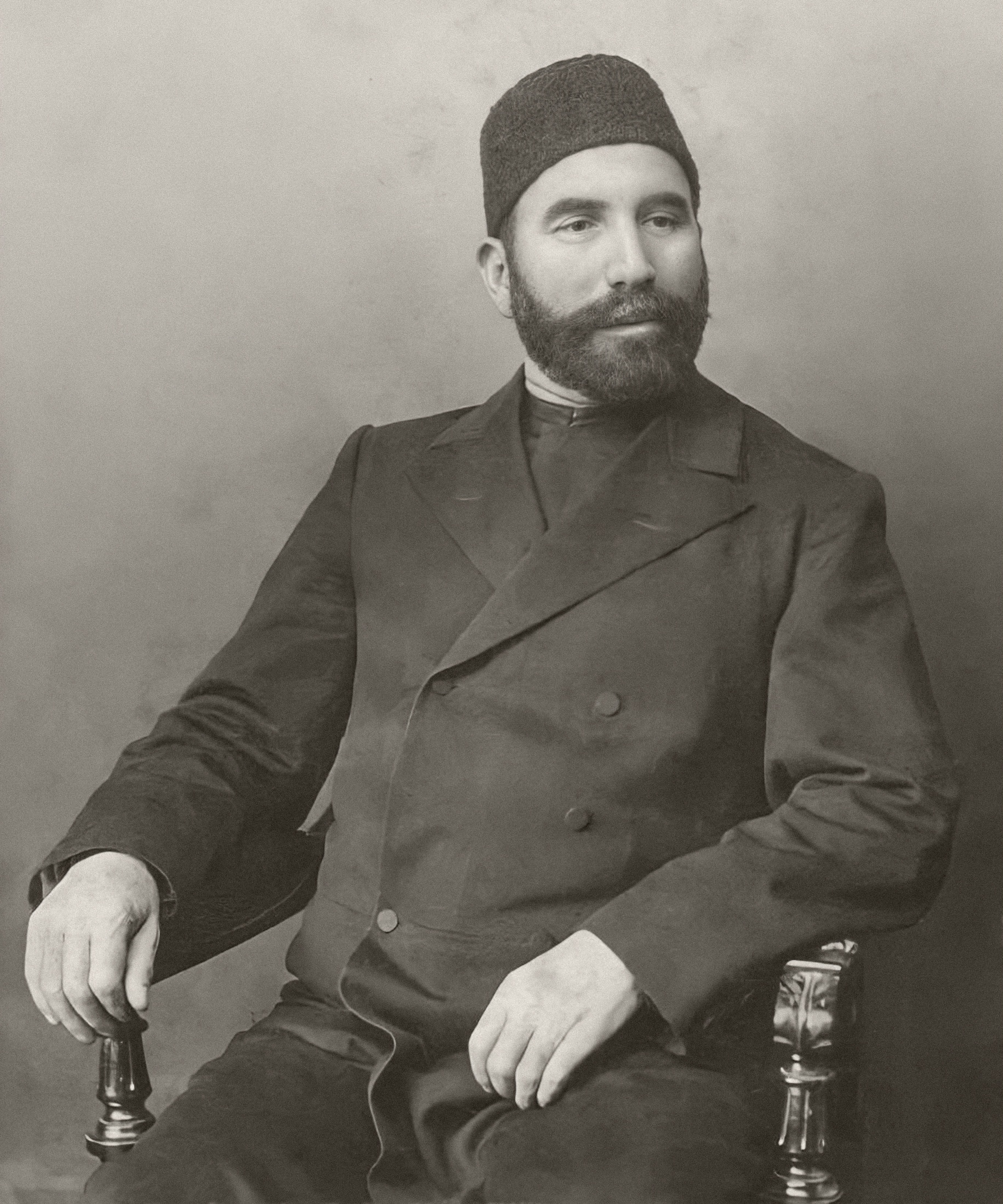
Haji Zeynalabdin Taghiyev (1838-1924), un eminente industriale e filantropo azero.

Sugli azeri della Repubblica dell'Azerbaigian l'Encyclopaedia Britannica afferma:
"Gli azeri hanno un'origine etnica eterogenea, in cui l'elemento più antico deriva dalla popolazione indigena della Transcaucasia orientale e forse dai medi della Persia settentrionale."
L'origine caucasica riguarda principalmente gli azeri del Caucaso, la maggior parte dei quali oggi vive nella Repubblica dell'Azerbaigian. Vi sono prove che, nonostante ripetute invasioni e migrazioni, gli abitanti originari del Caucaso siano stati culturalmente assimilati prima da popolazioni iraniche e poi dagli Oghuz. Oggi abbiamo molte informazioni sugli Albàni del Caucaso, sulla loro lingua, storia, precoce conversione al Cristianesimo, e sui loro stretti legami con gli armeni. Molti studiosi pensano che la lingua udi, che ancora oggi è parlata in Azerbaigian, sia un vestigio della lingua degli Albàni.
Questa influenza caucasica si estendeva anche più a sud, nell'Azerbaigian iraniano. Nel primo millennio a.C. un'altra popolazione caucasica, i Mannei, popolarono gran parte dell'Azerbaigian iraniano. Indeboliti dai conflitti con gli Assiri, i Mannei furono probabilmente sottomessi e assimilati dai Medi non oltre il 590 a.C..

### Genetica
Secondo alcuni recenti studi di genetica, l'erosione della struttura della popolazione umana potrebbe essere meno importante di quanto si sia ritenuto finora, e la struttura genetica complessiva delle popolazioni umane non verrebbe sostanzialmente modificata dall'immigrazione; questo è quanto sarebbe accaduto nel caso degli azeri. Dal punto di vista genetico, gli azeri dell'Azerbaigian sono somiglianti soprattutto ad altre popolazioni del Caucaso come gli armeni, e quelli che vivono in Iran somigliano agli altri iraniani.

#### Studi condotti all'università di Cambridge
Uno studio del panorama genetico dell'Iran è stato portato a termine di recente da un gruppo di genetisti dell'università di Cambridge diretto da Maziar Ashrafian Bonab (un azero iraniano). Questa ricerca ha comportato un'estesa analisi del DNA di individui appartenenti a diversi gruppi linguistici, sia indoeuropei sia non indoeuropei. I risultati mostrano che gli azeri dell'Iran hanno alcuni tratti genetici (come FSt, MRca e mtDNA) identici a quelli dei persiani, ma diversi da quelli presenti nei turchi.

#### Studi condotti nel Caucaso
In base a uno studio svolto nel 2003: "Gli aplogruppi del cromosoma Y mostrano che gli armeni di lingua indoeuropea e gli azeri di lingua turca (cioè quelli che vivono nella Repubblica dell'Azerbaigian) hanno una parentela genetica più stretta con i loro vicini geografici del Caucaso che con i loro vicini linguistici di altre regioni". Secondo gli autori dello studio, ciò può indicare che la lingua originaria delle popolazioni del Caucaso è stata sostituita da altre. Vi sono prove di un modesto apporto genetico da popolazioni dell'Asia centrale (in particolare riguardo all'aplogruppo H12), specialmente dai turkmeni; tale apporto è maggiore rispetto a quanto si riscontra nei georgiani e negli armeni. Queste indagini mostrano che gli azeri del Caucaso sono una popolazione mista con legami, in ordine di somiglianza, con: altre popolazioni caucasiche, iraniani e popolazioni del vicino oriente, europei, turkmeni. Altre analisi genetiche del DNA mitocondriale evidenziano che i popoli del Caucaso, da un punto di vista genetico, hanno caratteristiche intermedie tra gli europei e gli abitanti del vicino oriente, ma che nel complesso sono più vicini a questi ultimi. Un altro studio, condotto nel 2006 dal Russian Journal of Genetics, mostra i legami tra i Talisci e i Tati (popolazioni iraniane che vivono in Azerbaigian) e gli azeri della stessa regione:
"la struttura genetica delle popolazioni esaminate insieme alle altre popolazioni di lingua iraniana (persiani e curdi dell'Iran, osseti e tagiki) e agli azeri mostra che le popolazioni di lingua iraniana dell'Azerbaigian sono più vicine agli azeri che alle popolazioni di lingua iraniana che vivono altrove."

### Etnonimo
Storicamente, gli abitanti di lingua turca dell'Azerbaigian iraniano e del Caucaso chiamavano se stessi "Turchi", ed erano indicati da altri allo stesso modo, e l'identificazione religiosa prevaleva su quella etnica. Quando la Transcaucasia entrò a far parte dell'Impero Russo, le autorità russe, che tradizionalmente si riferivano a tutte le popolazioni turche con il termine "tatari", usarono per gli azeri i termini "Aderbeijani/Azerbaijani" o "Tatari del Caucaso". Anche il Dizionario Enciclopedico Brockhaus ed Efron usa il termine "Aderbeijani" in alcune sue voci. In base alla voce "Turco-Tatari" di questa enciclopedia:
"alcuni studiosi (Yadrintsev, Kharuzin, Chantre) hanno proposto di modificare la terminologia di alcuni popoli turco-tatari, che dal punto di vista somatico non hanno molto in comune con i turchi, ad esempio chiamando "Aderbaijani" i tatari dell'Aderbaijan (che sono di razza iraniana)".

## Demografia e società

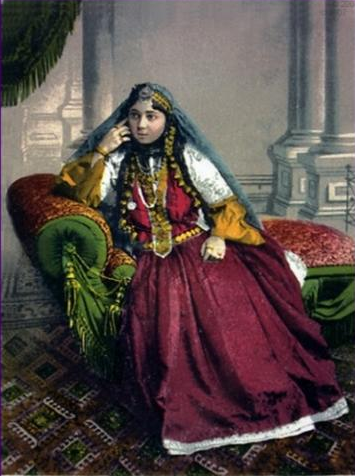
Una donna azera in abito tradizionale, 1900

Si stima che gli azeri siano complessivamente in numero compreso tra 24 e 33 milioni, ma le cifre che risultano dai censimenti sono difficili da verificare. Quasi tutti vivono nella repubblica dell'Azerbaigian e nell'Azerbaigian iraniano: gli azeri residenti in Iran sono tra 16 e 23 milioni, prevalentemente nelle province nordoccidentali; quelli residenti nella repubblica dell'Azerbaigian sono circa 7,6 milioni. Azeri emigrati (in numero forse di qualche milione) si trovano nei paesi circostanti e anche in altri più lontani. Consistenti comunità sono presenti in Turchia, Georgia, Russia, Stati Uniti, Canada, Germania, e altrove.
Le stime della popolazione per l'Azerbaigian sono considerate attendibili poiché i censimenti vi si sono svolti regolarmente, ma quelle per l'Iran sono incerte. Fin dall'inizio del ventesimo secolo, i governi iraniani hanno evitato di pubblicare statistiche sui gruppi etnici del paese.. Secondo stime non ufficiali, gli azeri costituiscono dal 20% al 24% della popolazione iraniana. Ma molti studiosi dell'Iran, come Nikki Keddie, Patricia J. Higgins, Shahrough Akhavi, Ali Reza Sheikholeslami, e altri, sostengono che gli azeri potrebbero essere anche un terzo della popolazione del paese.
Numerose comunità di emigrati si trovano al di fuori dell'Azerbaigian e dell'Iran. Secondo i dati di Ethnologue oltre un milione di parlanti il dialetto settentrionale azero vivevano nel 1993 nel Dagestan meridionale, in Armenia, Estonia, Georgia, Kazakistan, Kirghizistan, Russia, Turkmenistan, e Uzbekistan. Altre fonti, come i censimenti nazionali, confermano la presenza di azeri in tutta la ex-Unione Sovietica. I dati di Ethnologue non sono più attuali per quanto riguarda l'Armenia, dove il conflitto per il Nagorno-Karabakh ha avuto ripercussioni sulla popolazione azera ivi presente. Sempre secondo Ethnologue, un altro milione di azeri del sud vivono al di fuori dell'Iran, ma questa cifra probabilmente si riferisce ai turcomanni iracheni, una popolazione turca diversa, anche se affine agli azeri.

### Gli azeri dell'Azerbaigian
Come gruppo etnico più numeroso (più del 90% della popolazione), gli azeri tendono a dominare i vari aspetti della vita del paese. A differenza degli azeri iraniani, quelli dell'Azerbaigian sono in larga parte secolarizzati, essendo stati soggetti a lungo alla politica sovietica che imponeva l'ateismo. Il grado di alfabetizzazione è elevato (anche questo è un'eredità del governo sovietico) ed è stimato al 98,8%. Il livello di istruzione, tuttavia, è relativamente minore nelle aree rurali, dove anche l'assistenza sanitaria è di qualità inferiore.
La guerra con l'Armenia per il Nagorno-Karabakh ha avuto un grave impatto sulla società azera, poiché quasi un milione di persone ha dovuto lasciare il proprio luogo di residenza e anche l'economia ne ha sofferto. L'Azerbaigian ha tratto notevoli vantaggi dalle sue risorse petrolifere, ma la maggior parte della popolazione non ne ha beneficiato a causa degli elevati livelli di corruzione. Anche la delusione verso la politica è cresciuta, e l'elezione dell'attuale presidente Ilham Aliyev è stata descritta come "viziata da accuse di corruzione e brutale repressione dell'opposizione politica". Nonostante questi problemi, il paese sta sperimentando una rinascita, poiché ci si aspettano progressi economici e vi è un'attiva opposizione politica, e questo dovrebbe portare a miglioramenti nella vita delle persone comuni.

### Gli azeri dell'Iran
In Iran gli azeri vivono prevalentemente nelle regioni nordoccidentali: Azerbaigian Orientale, Azerbaigian Occidentale, Ardabil, Zanjan, Provincia del Kurdistan, Qazvin, Hamadan, e Markazi, ma anche a Teheran, nella regione di Fars, e altrove. In generale, gli azeri sono in Iran "una minoranza linguistica ben integrata", secondo studiosi come l'antropologa Patricia Higgins. Fino all'epoca della dinastia Pahlavi, nel XX secolo, "l'identità dell'Iran non era esclusivamente persiana, ma sopra-etnica", tanto che buona parte della leadership politica, a partire dall'undicesimo secolo, era stata di etnia turca. I gruppi iraniani e turchi erano integrati, finché il nazionalismo e il comunitarismo tipici del XX secolo cominciarono a modificare la percezione comune dei rapporti tra i due gruppi. Nonostante le frizioni, gli azeri in Iran erano ben rappresentati a tutti i livelli delle "gerarchie politiche, militari e intellettuali, oltre che della gerarchia religiosa".
Il risentimento verso il governo centrale si sviluppò quando i Pahlavi proibirono l'uso della lingua azera nella pubblica amministrazione, nelle scuole e nella stampa. Ma dopo la rivoluzione iraniana del 1979 il nuovo governo esaltò la religione come fattore unificante, e il nazionalismo passò in secondo piano. All'interno del governo rivoluzionario islamico si formò una fazione nazionalista azera guidata dall'Ayatollah Kazem Shariatmadari, che sosteneva una maggiore autonomia regionale e chiedeva che la costituzione fosse modificata per permettere partiti laici e di opposizione, ma queste richieste non ebbero successo. Nel maggio 2006, nell'Azerbaigian iraniano scoppiarono dei tumulti causati dalla pubblicazione di alcune vignette che molti azeri percepirono come offensive. L'autore delle vignette, Mana Neyestani, un azero, e il direttore del giornale che le aveva pubblicate furono licenziati e arrestati.
Nonostante sporadici problemi, gli azeri sono una comunità radicata e integrata in Iran. Oggi le condizioni di vita degli azeri sono molto simili a quelle dei persiani:
"Lo stile di vita degli azeri inurbati non differisce da quello dei persiani, e nelle città con popolazione mista i matrimoni misti sono tutt'altro che rari nelle classi più elevate. Analogamente, i costumi degli azeri che vivono nelle aree rurali non sembrano essere significativamente diversi da quelli dei persiani delle stesse aree."
Andrew Burke scrive:
"Gli azeri sono molto attivi nel commercio e le loro voci loquaci si odono nei bazar di tutto l'Iran. Gli uomini anziani indossano il tradizionale cappello di lana, e le loro musiche e danze sono divenute parte della cultura comune. Gli azeri sono ben integrati, e molti iraniani di etnia azera hanno raggiunto posizioni di spicco nella letteratura Farsi, nella politica e nel clero."
Nell'Iran di oggi vi sono azeri che hanno raggiunto posizioni di potere elevate (l'attuale guida suprema, Ali Khamenei, è di famiglia azera). Gli azeri dell'Iran appaiono piuttosto conservatori in confronto a quelli dell'Azerbaigian. Ma da quando quest'ultimo conseguì l'indipendenza nel 1991, c'è stato un risveglio dell'interesse reciproco e dei contatti tra gli azeri sui due lati del confine.

## Cultura
Sotto molti aspetti, gli azeri sono euroasiatici e biculturali, poiché quelli del nord hanno assorbito influenze russo-sovietiche e dell'Europa orientale, mentre quelli del sud sono rimasti nell'ambito della tradizione turco-persiana. La cultura azera contemporanea è contraddistinta da notevoli realizzazioni in letteratura, arte, musica e cinema.

### Lingua e letteratura

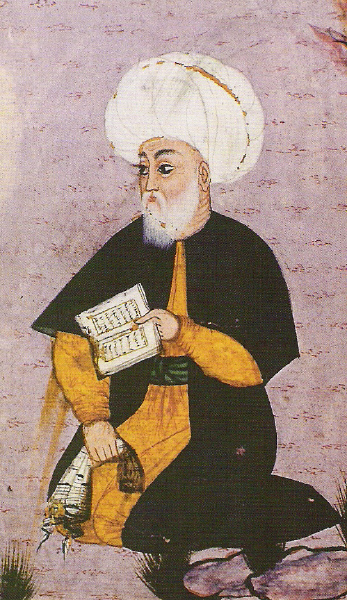
Muḥammad Fużûlî, poeta del XVI secolo

La lingua azera appartiene al gruppo delle lingue turche sudoccidentali, ed è mutualmente comprensibile con il turco (con cui vi sono limitate differenze per quanto riguarda accento, vocabolario e grammatica), con il turkmeno e con le lingue dei turcomanni iracheni e dei qashqai.In lingua azera ci sono anche parecchie parole derivate dal latino (per es. respublika), le quali non esistono in lingua turca. La lingua azera discende dalla lingua oghuz occidentale che si diffuse in Azerbaigian nell'XI secolo. Inizialmente l'oghuz non aveva una tradizione scritta; cominciò a sviluppare una lingua letteraria nel XIII secolo. I primi esempi di letteratura orale in azero furono recitazioni di carattere storico (dastan), tra cui il Libro di Dede Korkut e il Köroğlu, basati sulla mitologia turca. Alcuni dei più antichi esempi di azero scritto si possono far risalire al poeta Imadaddin Nasimi (morto nel 1417) e più tardi a Fuzûlî (c. 1483–1556).
Lo scià safavide Ismāʿīl I scrisse poesia con il nome d'arte di Khatâ'i. La letteratura azera moderna mantiene il tradizionale carattere umanista, come mostrano le opere di Samad Vurgun, Reza Baraheni, Shahriar, e molti altri.
Gli azeri sono generalmente bilingui, poiché spesso parlano correntemente il russo (in Azerbaigian) o il persiano (in Iran). In Azerbaigian circa cinque degli otto milioni di abitanti parlano russo. Inoltre, nel 1999, circa 2.700 azeri dell'Azerbaigian (lo 0,04% della popolazione totale) dichiarò di essere di madrelingua russa. Un'indagine svolta in Iran nel 2002 mostrò che il 90% del campione di popolazione considerato parla il persiano, il 4,6% lo comprende ma non lo parla, e il 5,4% non è in grado né di comprenderlo né di parlarlo. L'azero è la lingua di minoranza più diffusa tra la popolazione iraniana (23,3%).

### Religione
Gli azeri sono in maggioranza musulmani sciiti, con minoranze di musulmani sunniti, zoroastriani, cristiani e bahá'í. Un certo numero d'azeri dell'Azerbaigian non dichiara alcuna affiliazione religiosa; molti descrivono se stessi come "di cultura musulmana". In Azerbaigian i cristiani sono circa 5000, in prevalenza di conversione recente. Una parte della popolazione rurale conserva credenze animiste preislamiche, come il carattere sacro attribuito ad alcuni luoghi e la venerazione di certi alberi e rocce. In Azerbaigian, oltre alle festività islamiche, sono spesso celebrate anche quelle di altre religioni, come il Natale e il Nawrūz. Dopo il crollo dell'Unione Sovietica gli azeri si sono riavvicinati alla loro tradizionale cultura islamica, come conferma il fatto che molti giovani sono attratti dall'islam.

### Musica e spettacolo

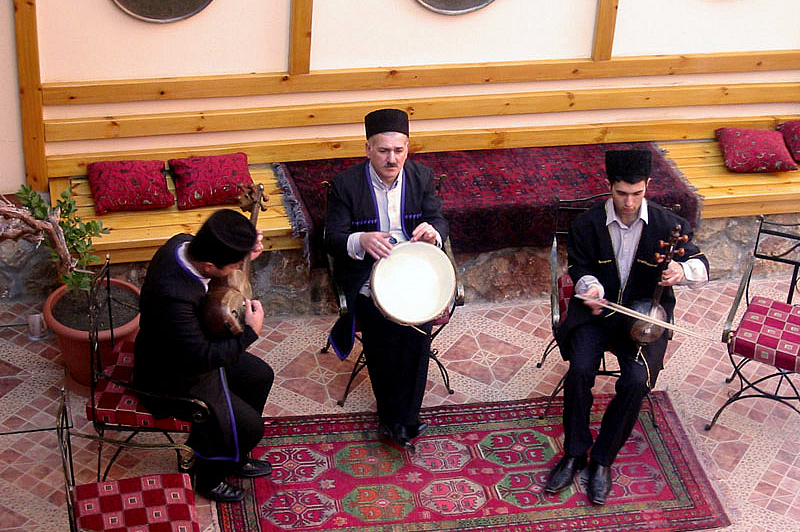
Musicisti azeri.

La danza, la musica e il cinema hanno un posto rilevante nella cultura azera. Le danze popolari sono antiche e sono simili a quelle dei loro vicini del Caucaso e dell'Iran. La danza di gruppo è una forma comunemente diffusa dall'Europa sudorientale al mar Caspio: in essa i danzatori si dispongono in una formazione semicircolare o circolare mentre "colui o colei che guida la danza spesso esegue figure speciali e segnala cambiamenti nei passi, nei movimenti e nella direzione in cui il gruppo si muove, spesso con gesti di una mano in cui tiene un fazzoletto". Uomini e donne eseguono anche danze individuali che comprendono sottili movimenti delle mani e passi eseguiti in sequenza.
Le tradizioni musicali degli azeri si possono far risalire agli Ashiq, cantori nomadi che esistono ancora oggi. Gli Ashiq suonano il saz (uno strumento simile al liuto) e cantano dastan (ballate di argomento storico). Altri strumenti musicali sono il tar (anch'esso simile al liuto), il duduk (uno strumento a fiato della famiglia dei legni) il kamancha (simile al violino) e il dhol (una specie di tamburo). La musica classica azera (mugham) consiste spesso in esecuzioni commosse accompagnate dal canto. I compositori Üzeyir Hacıbəyov, Gara Garayev e Fikret Amirov hanno creato uno stile ibrido che fonde la musica classica occidentale con il mugham. Altri, come Vagif Mustafa Zadeh e Aziza Mustafa Zadeh, hanno combinato il jazz con il mugham. Alcuni musicisti azeri hanno ottenuto successo all'estero; tra essi Rashid Behbudov (che è in grado di cantare in almeno otto lingue) e Muslim Magomayev (una pop star dell'era sovietica).
In Iran la musica azera si trova in una situazione diversa. Secondo Hossein Alizadeh, cantante azero iraniano, "Storicamente in Iran la musica ha incontrato la forte disapprovazione dell'establishment religioso, che la costringe alla clandestinità". Di conseguenza, la musica degli azeri d'Iran è eseguita per lo più al di fuori del paese, nelle comunità dell'esilio.
Il cinema e i programmi televisivi degli azeri sono ampiamente trasmessi in Azerbaigian, e hanno una limitata diffusione in Iran. Vi sono alcuni prolifici autori cinematografici, come Rustam Ibragimbekov, sceneggiatore di Sole ingannatore, vincitore del "Grand Prix" al Festival di Cannes e dell'Oscar al miglior film straniero nel 1994. Molti azeri iraniani hanno avuto ruoli importanti nel cinema iraniano, che ha ricevuto apprezzamenti dalla critica fin dagli anni ottanta.

### Sport

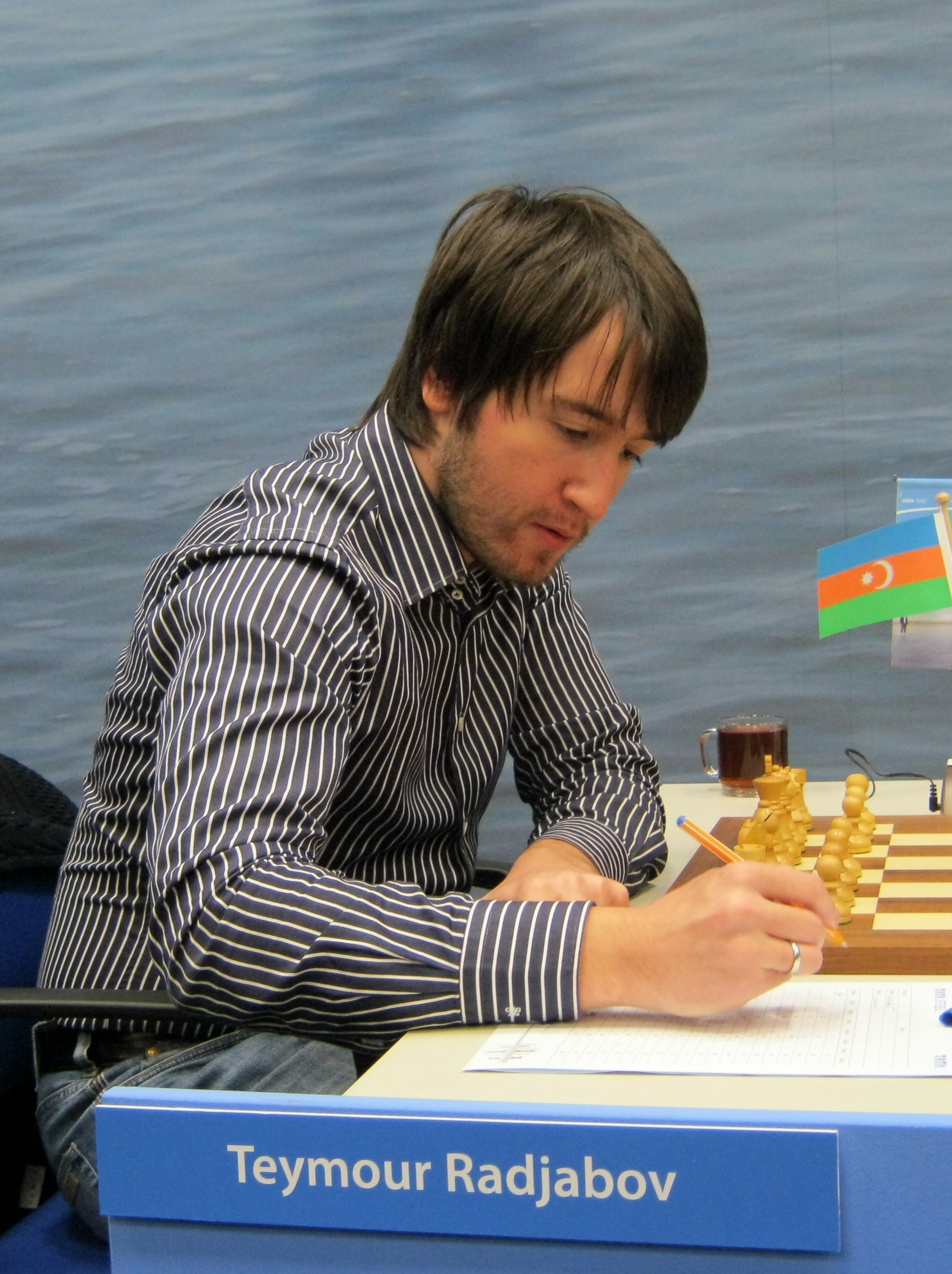
Lo scacchista Teimour Radjabov

Lo sport è da molto tempo una parte importante della vita degli azeri. Già nel Medioevo erano frequenti le gare a cavallo, che erano celebrate da poeti come Gatran Tabrizi e Nezami. Altri sport praticati a quell'epoca erano la lotta, il tiro del giavellotto e la lotta di buoi.
In epoca moderna alcuni atleti azeri hanno dimostrato il loro valore a livello olimpico nella squadra dell'Unione Sovietica. Il governo azero continua a sostenere le attività sportive e incoraggia la gioventù a prendervi parte. Il calcio è molto popolare sia in Azerbaigian sia nell'Azerbaigian iraniano. Molti calciatori azeri si sono messi in luce anche a livello internazionale: tra essi Ali Daei, che detiene il primato di reti segnate in incontri internazionali ed è stato capitano della nazionale iraniana. Atleti azeri hanno primeggiato in discipline quali sollevamento pesi, ginnastica, tiro a segno, lancio del giavellotto, karate, boxe, lotta. Nel sollevamento pesi spiccano l'iraniano Hossein Reza Zadeh, che detiene il record mondiale nella classe +105 kg ed è stato campione olimpico nel 2000 e nel 2004, e Nizami Pashayev, che ha vinto il titolo europeo della classe 105 kg nel 2006.
Gli scacchi sono un passatempo popolare in Azerbaigian. Dal paese vengono molti giocatori di spicco, tra cui Teimour Radjabov e Šachrijar Mamed'jarov, entrambi di livello internazionale.

## Istituzioni
L'Azerbaigian e l'Azerbaigian iraniano hanno sviluppato istituzioni diverse, in conseguenza della loro divergente evoluzione sociopolitica. Nella prima parte del ventesimo secolo le istituzioni in Azerbaigian erano basate su quelle russe e poi sovietiche, con lo stato che esercitava un rigoroso controllo sulla maggior parte degli aspetti della società. Di recente hanno cominciato a trasformarsi, avvicinandosi ai modelli sociali occidentali. Da quando il paese ha ottenuto l'indipendenza, la società civile è rifiorita, grazie all'allentamento dei controlli statali. Opposta è la situazione nell'Azerbaigian iraniano, dove le istituzioni della teocrazia islamica dominano quasi ogni aspetto della vita sociale, e dove il potere politico è concentrato nelle mani della Guida Suprema e del Consiglio dei Guardiani. Tuttavia entrambe le società sono in fase di cambiamento. L'Azerbaigian è uno stato democratico laico in cui la politica è inquinata dalla corruzione e da accuse di irregolarità elettorali. La società civile è parzialmente sviluppata:
"La mancanza di più 'moderne' forme di auto-organizzazione e di esperienza di governo liberal-democratico è la ragione principale per cui la costruzione della società civile e il processo di democratizzazione in Azerbaigian si svolgono in modo parallelo piuttosto che lineare. Di conseguenza, oggi la società dell'Azerbaigian può essere descritta come quasi civile e quasi democratica, le cui strutture e istituzioni, pur avendo le caratteristiche di una società civile e democratica dal punto di vista del loro livello di sviluppo, non corrispondono ai moderni criteri che definiscono una società democratica.
Nonostante questi problemi, l'Azerbaigian ha un'attiva opposizione politica che chiede riforme democratiche più estese. Gli azeri dell'Iran invece restano strettamente legati al regime teocratico della Repubblica islamica, e non vi è alcuna manifestazione sociale di carattere laico che possa portare una sfida significativa contro di esso. Esistono segnali di inquietudine civile dovuta alle politiche del governo iraniano, e l'accresciuta interazione con i connazionali dell'Azerbaigian e le trasmissioni via satellite dalla Turchia hanno ridestato il nazionalismo azero.

## Le donne

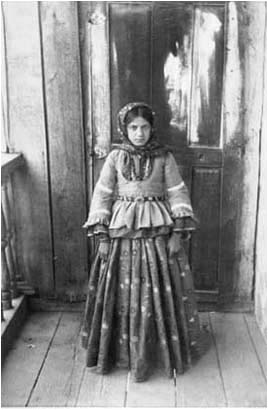
Una giovane azera della città di Shusha (fine XIX secolo - inizio XX secolo).

Le donne azere hanno a lungo combattuto contro una tradizione di predominio maschile, ma a partire dal XX secolo hanno fatto grandi progressi. In Azerbaigian le donne ottennero il diritto di voto nel 1919. Nelle città principali, come Baku, le donne hanno raggiunto una condizione di uguaglianza simile a quella di cui godono in occidente, ma nelle zone rurali prevalgono concezioni più tradizionali. Tra i problemi comuni vi è la violenza contro le donne, specialmente nelle aree rurali. Lo stupro è un reato punito severamente in Azerbaigian, ma è raramente denunciato, non diversamente da quanto accade in altre parti della ex-Unione Sovietica. In Azerbaigian le donne furono costrette a "rinunciare al velo", con una netta differenza rispetto all'Azerbaigian iraniano. Le donne sono sottorappresentate nelle cariche elettive, ma hanno raggiunto posizioni elevate in parlamento. Alla data del 6 novembre 2005 le donne (in numero di quindici) erano il 12% dei deputati all'Assemblea nazionale. Una donna presiede la Corte Suprema dell'Azerbaigian, ed altre due fanno parte della Corte costituzionale. L'Azerbaigian è uno dei pochi paesi islamici in cui è ammesso l'aborto.
In Iran il persistente trattamento diseguale delle donne ha portato a proteste sempre più esplicite, tra cui quelle di Shirin Ebadi, che ottenne il premio Nobel per la pace nel 2003 per la sua azione a favore dei diritti delle donne. A partire dagli anni ottanta si è sviluppata un'ondata di movimenti che mirano ad ottenere l'uguaglianza tra i sessi. Le proteste sfidano regolarmente i divieti imposti dal governo e spesso sono disperse con la violenza, come nel giugno 2006 quando "migliaia di donne e di sostenitori uomini si riunirono il 12 giugno nella piazza Haft Tir di Teheran" e furono dispersi con una "brutale repressione". In passato alcuni leader politici (tra cui Mohammad Khatami) promisero la concessione di maggiori diritti alle donne, ma il governo si è opposto a ogni cambiamento che considera contrario alla dottrina islamica. Alla data del 2004 nove donne azere sono state elette in parlamento (Majlis), e anche se molte di loro sono impegnate a favore dei cambiamenti sociali, alcune rappresentano posizioni conservatrici per quanto riguarda le questioni di genere. La triste situazione delle donne azere rispecchia largamente quella delle altre donne iraniane.